# آلفونسو اسپینو
آلفونسو اسپینو (انگلیسی: Alfonso Espino؛ زادهٔ ۵ ژانویهٔ ۱۹۹۲) بازیکن فوتبال اهل اروگوئه است که در پست دفاع چپ برای باشگاه کادیس اسپانیا بازی می‌کند.